# David Wallace-Wells
David Wallace-Wells (geboren in 1982) is een Amerikaanse journalist die bekend raakte vanwege zijn artikelen over klimaatverandering. Hij schreef in 2017 het essay De onbewoonbare aarde 
(The Uninhabitable Earth). Dit uitvoerige artikel werd gepubliceerd in het magazine New York, en was het meest gelezen artikel in de geschiedenis van het tijdschrift. Wells breidde het artikel in 2019 uit tot een boek met dezelfde titel. Hij is momenteel redacteur bij het magazine en brengt geregeld verslag uit over de Klimaatcrisis en de coronapandemie.
Het boek De onbewoonbare aarde lokte heel wat reacties los.  Sommige wetenschappers vonden dat bepaalde uitspraken een verkeerde voorstelling gaven van het wetenschappelijk onderzoek, of de nodige context misten voor een goed begrip. Veel andere citaten in het artikel/boek waren wel correct, hoewel de lezers er mogelijk een te pessimistische indruk aan overhielden.